# 領侍衛內大臣
領侍衛內大臣，中国清朝官名，為侍衛處長官，品秩為正一品，武官常設最高職位之一，人數為六人：正黃旗、鑲黃旗、正白旗各二人。
領侍衛內大臣均由清朝皇帝直接欽選，通常由滿洲都統、殿閣大學士、六部尚书、將軍中選授。職責是掌管御前侍衛和統領禁軍，保護皇帝安全等。
領侍衛下設内大臣作為副職，品秩則為從一品，定額亦為6人。

## 著名人物
- 鰲拜
- 噶布喇
- 索額圖
- 納蘭明珠
- 胤祥
- 阿桂
- 和珅
- 福康安
- 榮祿